# Berthold Schulze
Berthold Schulze (* 23. Juli 1929 in Peitz; † 4. Juni 1988) war ein deutscher Schauspieler.

## Leben
Nach Engagements an Theatern in Karl-Marx-Stadt, Cottbus und Potsdam wurde Berthold Schulze 1969 Mitglied im Schauspielerensemble des DDR-Fernsehens.
Seine letzte Ruhestätte fand Berthold Schulze auf dem Französischen Friedhof in der Berliner Chausseestraße 127.

## Filmografie
- 1968: Ich – Axel Cäsar Springer (Fernsehserie, Folge 1)
- 1969: Seine Hoheit – Genosse Prinz
- 1972: Florentiner 73 (Fernsehfilm)
- 1972: Sechse kommen durch die Welt
- 1972: Der Staatsanwalt hat das Wort: Der illegale Projektant (Fernsehreihe)
- 1973: Das unsichtbare Visier (Fernsehserie, Folgen 1 bis 3)
- 1973: Rotfuchs (Fernsehfilm)
- 1973: Die sieben Affären der Doña Juanita (vierteiliger Fernsehfilm)
- 1974: Aber Vati (Fernsehfilm, Teil 2)
- 1975: Der Staatsanwalt hat das Wort: Geschiedene Leute
- 1975: Schwester Agnes (Fernsehfilm)
- 1975: Polizeiruf 110: Das letzte Wochenende (Fernsehreihe)
- 1976: Das unsichtbare Visier (Folgen 8 und 9)
- 1976: Die Bibliothekarin (TV)
- 1977: ...inklusive Totenschein (Fernsehfilm)
- 1977: Cyankali (Fernsehstudio-Aufzeichnung)
- 1977: Zweite Liebe – ehrenamtlich (Fernsehfilm)
- 1978: Scharnhorst (Fernsehserie)
- 1979: Polizeiruf 110: Die letzte Fahrt
- 1980/1990: Der Staatsanwalt hat das Wort: Risiko (Fernsehreihe)
- 1981: Polizeiruf 110: Der Schweigsame
- 1981/1988: Jadup und Boel
- 1982: Soviel Wind und keine Segel (Fernsehfilm)
- 1982: Der Staatsanwalt hat das Wort: Ich bin Joop van der Dalen
- 1983: Zille und ick
- 1983: Fariaho
- 1984: Polizeiruf 110: Inklusive Risiko
- 1985: Die dritte Frau (Fernseh-Zweiteiler)
- 1986: Polizeiruf 110: Mit List und Tücke
- 1987: Stielke, Heinz, fünfzehn…
- 1987: Bebel und Bismarck (Fernseh-Dreiteiler)
- 1987: Maxe Baumann aus Berlin (Fernsehlustspiel)
- 1988: Zahn um Zahn (Fernsehserie, Folge 15)
- 1988: Die Entfernung zwischen dir und mir und ihr

## Theater
- 1962: Thomas Brody: Man klatscht über Margit – Regie: Erwin Leister (Städtische Theater Karl-Marx-Stadt)
- 1967: William Shakespeare: Richard II. – Regie: Peter Kupke (Hans Otto Theater Potsdam)
- 1968: Karl Mickel: Nausikaa (König) – Regie: Peter Kupke (Hans Otto Theater Potsdam)
- 1968: Friedrich Wolf: Die Matrosen von Cattaro (Fregattenkapitän) – Regie: Peter Kupke (Hans Otto Theater Potsdam)
- 1969: Klaus Wolf: Lagerfeuer – Regie: Peter Kupke (Hans Otto Theater Potsdam)
- 1978: Benito Wogatzki: Viola vor dem Tor (Homburg) – Regie: Klaus Gendries (Theater im Palast (TiP))
- 1984: Michail Bulgakow: Die letzten Tage (Puschkin) (Graf Benckendorff) – Regie: Friedo Solter (Theater im Palast (TiP))

## Hörspiele
- 1972: Manfred Dumke: Besuch eines Ehemanns (Arbeitskollege) – Regie. Barbara Plensat (Kurzhörspiel – Rundfunk der DDR)
- 1972: Gerhard Jäckel: Die blaue Eidechse  (Probst) – Regie: Joachim Gürtner (Hörspielreihe: Neumann, zweimal klingeln – Rundfunk der DDR)
- 1972: Jerzy Gieraltowsky: Minen und Eier (Zyto Roman) – Regie: Zbigniew Kopalko (Hörspiel – Rundfunk der DDR)
- 1972: Wolfgang S. Lange: Mit Freundschaft hochachtungsvoll - Janusz und Julka (Mann)  – Regie: Detlef Kurzweg (Kinderhörspiel/Kurzhörspiel – Rundfunk der DDR)
- 1973: Brigitte Tenzler: Die Ordnungsstrafe (Männerstimme) – Regie: Joachim Gürtner (Hörspielreihe: Neumann, zweimal klingeln – Rundfunk der DDR)
- 1973: Ulrich Waldner: Frau Lämmlein (Rosentreter) – Regie: Joachim Gürtner (Hörspielreihe: Neumann, zweimal klingeln – Rundfunk der DDR)
- 1974: Tom Wittgen: Der Mann mit dem Hocker  (Wirt) – Regie: Joachim Gürtner (Hörspielreihe: Neumann, zweimal klingeln – Rundfunk der DDR)
- 1974: Giorgio Bandini: Der verschollene Krieger (Alter Mann) – Regie: Peter Groeger (Hörspiel – Rundfunk der DDR)
- 1974: Albert Plau: Villa Klamé (1. Stimme)  – Regie: Joachim Gürtner (Hörspielreihe: Neumann, zweimal klingeln – Rundfunk der DDR)
- 1975: Erik Knudsen: Not kennt kein Gebot oder Der Wille Opfer zu bringen (Madsen) – Regie: Peter Groeger (Hörspiel – Rundfunk der DDR)
- 1975: Joachim Herz-Glombitza: Die Kulturkanone (Spinner) – Regie: Joachim Gürtner (Hörspielreihe: Neumann, zweimal klingeln – Rundfunk der DDR)
- 1975: Arne Leonhardt: Porträt eines Helden (Kallweit) – Regie: Joachim Gürtner (Hörspielreihe: Neumann, zweimal klingeln – Rundfunk der DDR)
- 1975: Anatoli Grebnjew: Szenen aus dem Leben einer Frau (Alexander Iwanowitsch, Abteilungsleiter) – Regie: Peter Groeger (Hörspiel – Rundfunk der DDR)
- 1975: Joachim Witte: Die Schlange (Kallweit) – Regie: Joachim Witte (Hörspielreihe: Neumann, zweimal klingeln – Rundfunk der DDR)
- 1976: Inge Meyer: Rödelstraße 14 (Nachbar) – Regie. Barbara Plensat (Hörspiel aus der Reihe: Tatbestand, Folge 7 – Rundfunk der DDR)
- 1976: Lia Pirskawetz: Das Haus am Park – Regie: Barbara Plensat (Hörspiel – Rundfunk der DDR)
- 1977: Horst Ulrich Wendler: Familienanschluss (Kallweit) – Regie: Joachim Gürtner (Hörspielreihe: Neumann, zweimal klingeln – Rundfunk der DDR)
- 1978: Barbara Neuhaus: Alles Blech (Kallweit) – Regie: Joachim Gürtner (Hörspielreihe: Neumann, zweimal klingeln – Rundfunk der DDR)
- 1978: Inge Ristock: Neue Aufregung um Jörg (Kallweit) – Regie: Inge Ristock (Hörspielreihe: Neumann, zweimal klingeln – Rundfunk der DDR)
- 1978: Erika Runge: Die Verwandlungen einer fleißigen, immer zuverlässigen und letztlich unauffälligen Chefsekretärin – Regie: Peter Groeger (Rundfunk der DDR)
- 1979: Wolfgang Stemmler: Nichtraucher in zehn Tagen (Kallweit) – Regie: Joachim Gürtner (Hörspielreihe: Neumann, zweimal klingeln – Rundfunk der DDR)
- 1980: Ursula Damm-Wendler: Der Schmalfilm (Kallweit) – Regie: Joachim Gürtner (Hörspielreihe: Neumann, zweimal klingeln – Rundfunk der DDR)
- 1981: Albert Wendt: Das Hexenhaus – Regie: Peter Groeger (Kinderhörspiel – Rundfunk der DDR)
- 1981: Alexander Kuprin: Olessja (Landpolizist) – Regie: Norbert Speer (Kinderhörspiel – Rundfunk der DDR)
- 1982: Gisela Richter-Rostalski: Markos Geldschein – Regie: Norbert Speer (Kinderhörspiel – Rundfunk der DDR)
- 1983: Horst Ulbricht: Kinderlitzchen (Gauleiter) – Regie: Peter Groeger (Hörspiel – Rundfunk der DDR)
- 1988: Veit Stiller: Feuerwehrvergügen (Götze) – Regie: Detlef Kurzweg (Kurzhörspiel aus der Reihe: Waldstraße Nummer 7 – Rundfunk der DDR)
- 1984: Annelies Schulz: Schiewas Rache oder Die Geschenke der Götter – Regie: Norbert Speer (Kinderhörspiel – Rundfunk der DDR)